# Jean-Baptiste Ménestrel
Jean-Baptiste Ménestrel, né le 5 décembre 1748 à Serécourt, dans les Vosges (France) et mort le 16 août 1794 à Rochefort, en Charente-Maritime (France) est un prêtre français, chanoine du Chapitre de Remiremont. Il meurt victime des persécutions antireligieuses durant la révolution française. Avec 63 autres prêtres français il est béatifié le 1er octobre 1995. 

## Biographie
Fils de Michel Ménestrel (1709-1762), procureur royal, procureur fiscal de l'abbaye de Deuilley, et d'Ursule Morel.
Il est nommé chanoine du Chapitre de Remiremont.
Refusant le serment à la « constitution civile du clergé », il est arrêté. Prêtre réfractaire, il est condamné à la déportation en Guyane. La présence de bateaux ennemis (anglais) au large de Rochefort empêche toute traversée de l'Atlantique. Avec d'autres prêtres catholiques, Ménestrel croupit de longs mois sur le Washington, un des trois bateaux-prisons de Rochefort. Il meurt le 16 août 1794.
Il est une des 254 victimes des pontons de Rochefort, enterré dans les sables de l'île d'Aix voisine. 

## Postérité
Jean-Baptiste Ménestrel fait partie du groupe des 64 prêtres français béatifiés par le pape Jean-Paul II le 1er octobre 1995.
La paroisse de Lamarche dans le diocèse de Saint-Dié (Vosges) porte son nom.

### Sources et références
- Jacques Hérissay, Les Pontons de Rochefort, Paris, 1925.
- L. Poivert, La Déportation ecclésiastique de L'An II, La Rochelle, 1934.